# Oreillyita
La oreillyita és un mineral de la classe dels elements natius. Rep el nom en honor a Suzanne Y. O'Reilly (nascuda a 1946), professora de geologia a la Universitat Macquarie, a Sydney, Austràlia.

## Característiques
La oreillyita és un nitrur de fórmula química Cr₂N. Va ser aprovada com a espècie vàlida per l'Associació Mineralògica Internacional l'any 2020, sent publicada per primera vegada el mateix any. Cristal·litza en el sistema trigonal.
Les mostres que van servir per a determinar l'espècie, el que es coneix com a material tipus, es troben conservades a les col·leccions mineralògiques del centre de microscopia, caracterització i anàlisi de la Universitat d'Austràlia Occidental, a Perth (Austràlia), amb el número de catàleg: 1174-c_ff, i al Museu d'Història Natural de la Universitat de Florència, a Itàlia, amb el número de catàleg: 3364/i.

## Formació i jaciments
Va ser descoberta al riu Kishon, dins el districte de Haifa (Israel), on es troba en un volum subèdric entre el corindó i el crom natiu, tractant-se de l'únic indret de tot el planeta on ha estat descrita aquesta espècie mineral.